# Buk Na Hrázi
Buk Na Hrázi byl památný strom rostoucí na severu České republiky, ve Frýdlantském výběžku Libereckého kraje.

## Poloha a historie
Strom rostl v Raspenavě, v tamní lokalitě Na Hrázi, která se nachází severovýchodně od Šolcova rybníka. Východně od stromu stojí objekt hájenky, na jejíž zahradě památný strom rostl, a za ní prochází místní komunikace nazvaná „Dubinská cesta“, po níž je navíc vedena cyklotrasa číslo 3065. Jižně od ní je trasována železniční trať číslo 037 spojující Liberec s Raspenavou a dále s Frýdlantem, Černousy a polským Zawidówem. O vyhlášení stromu za památný rozhodla správa chráněné krajinné oblasti Jizerské hory, která 23. června 1993 vydala příslušný dokument, jenž nabyl právní účinnosti 26. září 1993. V jeho textu je popsán důvod prohlášení tak, že daný strom byl v té době nejmohutnějším exemplářem svého druhu na území celé chráněné oblasti. Dne 1. listopadu 2012 postihly zdejší oblast intenzivní větrné poryvy, jejichž následkem se během ranních hodin ulomila, s výjimkou jedné větve, celá koruna stromu. Samotnou korunu již před několika lety napadly dřevokazné houby a v červnu 2010 se stromu ulomily dvě silné větve. S ohledem na míru postižení dřevokaznou houbou hrozilo v roce 2012 pokračování degradace stromu. Přestože si pracovníci správy chráněné krajinné oblasti uvědomovali ekologickou hodnotu torza kmene, jenž představoval biotop pro zdejší drobné živočichy, nepovažovali za nutné jej chránit. Proto správa chráněné krajinné oblasti Jizerské hory vydala 17. prosince 2012 rozhodnutí, jež od 3. ledna 2013 zbavilo strom ochrany.

## Popis
Památný strom byl buk lesní (Fagus sylvatica) dosahující vrůstu 35 metrů. Obvod jeho kmene činil 600 centimetrů. Při vyhlašování stromu za památný bylo rovněž definováno jeho ochranné pásmo. Má podobu kruhu o devatenácti metrovém poloměru.